# William Paley
William Paley, född den 14 juli 1743, död den 25 maj 1805, var en engelsk filosof som är mest känd för urmakaranalogin, ett argument för Guds existens, i sin bok Natural Theology, or Evidences of the Existence and Attributes of the Deity collected from the Appearances of Nature (publicerad 1802).